# Wilbrand von Raesfeld
Wilbrand von Raesfeld (* im 16. Jahrhundert; † August 1585) war Domvikar in Münster.

## Leben
Wilbrand von Raesfeld entstammte dem westfälischen Adelsgeschlecht von Raesfeld, aus dem zahlreiche namhafte Persönlichkeiten hervorgegangen sind. Seine Mitglieder waren Anhänger des katholischen Glaubens. Er war der Sohn des Wilbrand von Raesfeld zu Empte († 1583) und dessen Gemahlin Margarethe von Wischel, sie war Erbtochter. Seine Brüder Heinrich, Rotger und Johann Wischel waren Domherren in Münster, sein Onkel Gottfried von Raesfeld Domdechant. Am 26. September 1560 wurde Wilbrand Domvikar in Münster. In dieser Funktion unterstützte er das Domkapitel bei seinen geistlichen Handlungen. Er starb im August 1585. Sein Nachfolger wurde Heidenreich Letmathe.